# Stand!
Stand! är den amerikanska soul- och funkgruppen Sly and the Family Stones fjärde studioalbum, släppt i maj 1969. I och med albumet fick gruppen sitt stora genombrott. Det har sålt i över 3 miljoner exemplar och räknas av många som ett av de bästa albumen under hela 1960-talet.

## Låtlista

### Sida 1
1. "Stand!" – 3:08
2. "Don't Call Me Nigger, Whitey" (5:58)
3. "I Want to Take You Higher" (5:22)
4. "Somebody's Watching You" (3:20)
5. "Sing a Simple Song" (3:56)

### Sida 2
1. "Everyday People" (2:21)
2. "Sex Machine" (13:45)
3. "You Can Make It If You Try" (3:37)

## Medverkande musiker
- Sly Stone: sång, orgel, gitarr, piano, munspel, vocoder och bas på "You Can Make It If You Try."
- Freddie Stone: sång, gitarr
- Larry Graham: sång, bas (spår ett till sju)
- Rosie Stone: sång, piano, keyboard
- Cynthia Robinson: trumpet,  körsång på "I Want to Take You Higher"
- Jerry Martini: saxofon, körsång på "I Want to Take You Higher"
- Greg Errico: trummor, körsång på "I Want to Take You Higher"
- Little Sister (Vet Stone, Mary McCreary, Elva Mouton): körsång på "Stand!", "Sing a Simple Song", "Everyday People" och "I Want to Take you Higher"